# 摯愛男行
《摯愛男行》（英語：Limited Partnership）是一部2014年的美国纪录片，由托马斯·G·米勒所執導，包含影像片段和訪談內容，描述了美国两位同性恋權益倡議人士跨越40年的愛情故事：從1971年兩人相識、爭取合法結婚權的努力、成功與挫敗、直到2012年其中一位因肺癌去世。這段期間他們兩人的境遇，典型的反映了大環境裡在美國主流文化對同性戀移民與同性婚姻的看法，由歧視、阻撓、以致逐漸被社會承認與接納的過程。導演在接受台灣公視訪談時，曾說到這部片的觀眾「⋯⋯將見證在這對伴侶努力相守超過40年的日子裡，美國社會價值觀與同志運動的變遷。本片高潮在於美國最高法院的判決，讓婚姻及移民平權得以實現。」。
此片在2014年洛杉矶电影节首映，而在2015年6月於美國公共電視的獨立鏡頭節目中首次電視播出。在台灣電視首播是於2017年1月3日的公視頻道「紀錄觀點」節目，但礙於節目長度限制，從原本的75分鐘版本被修剪為52分鐘版本。

## 剧情简介
菲律賓裔美國人理查·亞當斯，以及澳洲人東尼·蘇利文，他們兩個人在1971年相遇，當時蘇利文使用旅遊簽證待在美國。當時對於同性結婚主流社會仍是十分排斥，當時美國海關也規定可以不准同性戀者入境美國。但亞當斯與蘇利文墜入了愛河，積極想要找到機會讓彼此能夠成為終身伴侶。有一日他們聽到在科羅拉多洲波德市的一位行政書記官 Clela Rorex 願意提供同性伴侶合法的結婚證書時，他們便於1975年3月去辦理了結婚登記。但隨後美國移民及歸化局拒絕承認這份婚姻，同時在駁回亞當斯替蘇利文申請綠卡的官方回覆信中，使用了對同性戀十分粗俗的稱呼來形容申請的兩位當事人。在婚姻無效，來自澳洲的東尼無法合法留在美國的情況下，這對伴侶決定上訴，控告美國政府，也就是亞當斯控告郝爾頓案。最終的審判結果並不利於他們這對戀人。他們決定一起離開美國，在境外共同生活了一段日子，但歷經幾個月漂泊於歐洲的流浪之後，亞當受到朋友的幫助下，讓東尼在非法的情況下從墨西哥邊境回到了美國。
回到美國的蘇利文以非法的身份在美與亞當斯度過了數十年，隨著年齡漸長，兩人身體也慢慢出現健康問題，但隨著時間的遷移，美國的民風漸開，1990年代由比爾·柯林頓所簽署，限縮婚姻僅止於一男一女而成的「捍衛婚姻法案」，終於在2000年代被廢除，他們的婚姻以及蘇利文的合法地位看似前景十分光明，但就在巴拉克·歐巴馬公開廢除捍衛婚姻法，使同性婚姻合法化的前一個月左右，亞當斯不敵病魔因肺癌而過世。

## 主要受訪者
- 理查·亞當斯（英语：Richard Adams (activist)）
- 東尼·蘇利文
- 凱西·亞當斯（理查·亞當斯的妹妹）
- Lavi S. Soloway（人權律師）
- Clela Rorex（美國於1975年首次發給同志伴侶結婚證書的書記官）

## 製作
米勒于2001年开始记录这对同志伴侶。这部纪录片最初专注于四對伴侶，但米勒发现亚当斯和蘇利文之間的故事最精彩。拍摄期间正值乔治·布什擔任美國總統，米勒猜测，同性婚姻合法的可能性很低。但在2008年的加利福尼亚州8号提案等美国同性婚姻議題受到關注後，米勒決定繼續拍攝電影。

## 發行
《摯愛男行》在2014年6月14日，於洛杉磯電影展首映。全球電視的首映則是在2015年6月15日於節目「獨立鏡頭」之中。。

## 迴響
- Stephen Farber在《好萊塢報導》寫道：「這部精彩的紀錄片追溯了LGBT歷史裡頭十分引人入勝的一章節。」[7]；
- 《丹佛郵報》的Joanne Ostrow則稱這部片「令人感到心碎地哀傷卻又勝利在望。」[8]；
- 《Slate》的June Thomas則認為這部片是「對歷史上我們大多數人所展現的無知，所展現的強力修正。」[9]
- 台灣政治人物呂欣潔在關鍵評論網發文認為此片「忠實的記錄了那些我們不能遺忘的真實歷史，並提醒我們，每一段爭取人權的奮鬥過程，都有數以百計前人的血淚與生命，堆疊起來才能夠獲得一小步的成功。」[10]

## 外部連結
- 互联网电影数据库（IMDb）上《摯愛男行》的资料（英文）